# 島內站 (日本)

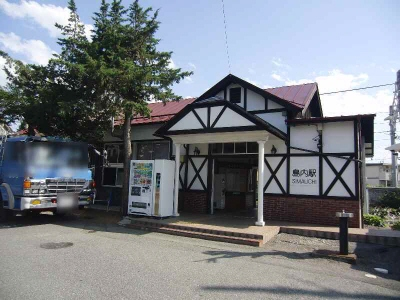
舊車站大樓

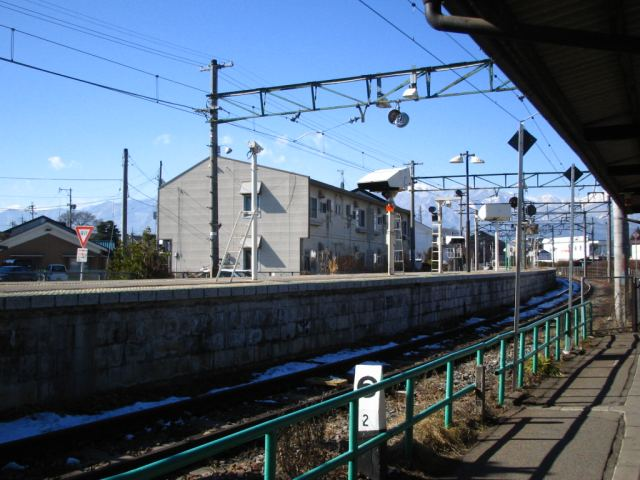
月台

島內站（日语：／ Shimauchi eki */?）是位於長野縣松本市大字島內，東日本旅客鐵道（JR東日本）的大糸線車站。車站編號是40。

## 歷史
- 1915年（大正4年）11月1日：信濃鐵道（日语：信濃鉄道）開設此站[2]。為旅客和貨物車站。
- 1926年（大正15年）1月8日：信濃鐵道全線電氣化，旅客列車使用電動列車[2]。
- 1937年（昭和12年）6月1日：信濃鐵道被國有化，成為大糸南線[5]。
- 1957年（昭和32年）8月15日：中土站至小瀧站之間開通，全線開通並改名為大糸線[2]。
- 1960年（昭和35年）9月：松本站至信濃大町站之間的貨物列車電氣化[6]。
- 1987年（昭和62年）4月1日：伴隨國鐵分割民營化，車站由東日本旅客鐵道（JR東日本）營運[7][8]。

## 車站構造
車站是一座地面車站，設有1面2線島式月台，可進行列車交會。
曾經此站為有人車站，現時此站是由松本站管理的無人車站。

### 月台
| 月台 | 路線    | 上下行 | 方向               |
| ---- | ------- | ------ | ------------------ |
| 1、2 | ■大糸線 | 下行   | 信濃大町、白馬方向 |
| 1、2 | ■大糸線 | 上行   | 松本方向           |

## 使用狀況
根據「長野縣統計書」，以下為1日平均乘車人次：
- 2007年度 - 375人[1]
- 2009年度 - 361人[1]
- 2010年度 - 370人[10]
- 2011年度 - 371人[3]

## 車站周邊
- 第一交通（日语：第一交通産業）松本營業所
- 西友島內店
- 松本信用金庫（日语：松本信用金庫）島內分店
- JA松本高地（日语：松本ハイランド農業協同組合）島內分所
- 松本市音樂文化會堂（The Harmony Hall）[1]
- 松本市立島內小學
- 松本市立松島中學
- 島內郵局
- 奈良井川（日语：奈良井川）
- 糸魚川街道 (舊國道147號（日语：国道147号）)
- 長野縣松本合同廳舍（日语：松本地域振興局）
- 松本市政廳島內出張所（日语：松本市役所#支所・出張所）

## 巴士路線
- 松本市西部地域社區巴士（截至2013年10月[11]）
  - A線（島內·新村線）：（Lara松本（日语：ラーラ松本） - ）島內站 - （丸之內醫院（日语：丸の内病院） - ）小宮團地 - 北新·松本大學前 - 新村站

## 相鄰車站
東日本旅客鐵道（JR東日本）
■大糸線
□快速（只有上行1班）、■普通
北松本（41）－島內（40）－島高松（39）

## 注腳
1. 1 2 3 4 5 6 7 8 9 10  信濃毎日新聞社出版部. . 信濃毎日新聞社. 2011-07-24: 93. ISBN 9784784071647 （日语）.
2. 1 2 3 4  《東筑摩郡松本市塩尻市誌 第三巻 現代下》 東筑摩郡、松本市、鹽尻市鄉土資料編纂會，1965年。
3. 1 2  長野縣統計書
4. 1 2   (PDF) (新闻稿). 東日本旅客鉄道長野支社. 2016-12-07  [2016-12-08]. （原始内容 (PDF)存档于2016-12-08） （日语）.
5. ↑  大町市史編纂委員會 《大町市史 第四巻 近代・現代》 大町市，1985年9月1日。
6. ↑  大町市史編纂委員会 『大町市史 第五巻 民俗・観光』 大町市、1984年7月1日
7. ↑  《交通年鑑 昭和63年版》交通協力會，1988年3月。
8. ↑  今村都南雄 《民営化の效果と現実NTTとJR》 中央法規出版，1997年8月。ISBN 978-4805840863
9. 1 2  . 東日本旅客鉄道.   [2019-08-19]. （原始内容存档于2019-08-19） （日语）.
10. ↑  長野県統計書（平成22年度版） （页面存档备份，存于） - 長野県
11. ↑  .   [2020-12-25]. （原始内容存档于2015-09-29）.

## 外部連結
- 車站資訊（島內）：東日本旅客鐵道（日語）